# Jacek Augustyniak
Jacek Augustyniak (ur. 25 maja 1932 w Wągrowcu, zm. 1 sierpnia 2000)  – polski biolog, dr hab., dyrektor Instytutu Biologii Molekularnej i Biotechnologii Wydziału Biologii Uniwersytetu im. Adama Mickiewicza.

## Życiorys
W 1961 doktoryzował się na podstawie pracy zatytułowanej Badania nad budową konglutyny β, 26 czerwca 1968 habilitował się za pracę pt. Badania nad budową lipoproteidu o małej gęstości z żółtka jaja kurzego. W 1977 uzyskał tytuł profesora nadzwyczajnego, a w 1988 tytuł profesora zwyczajnego.
Był członkiem Komitetu Biochemii i Biofizyki PAN.

## Odznaczenia i wyróżnienia
- Medal 40-lecia Polski Ludowej[1]
- Odznaka Za Zasługi dla Rozwoju Województwa Koszalińskiego[1]
- Odznaka Za Zasługi dla Rozwoju  Województwa Poznańskiego[1]
- Odznaka Honorowa Miasta Poznania[1]
- Medal Komisji Edukacji Narodowej[1]
- Złoty Krzyż Zasługi[1]
- Krzyż Kawalerski Orderu Odrodzenia Polski[1]